# Гельцер, Иоганн Генрих
Иоганн Генрих Гельцер (1813—1889) — швейцарский историк, дипломат и публицист.

## Биография
Родился 17 октября 1813 года в Шаффхаузене. Его отец скончался до рождения своего младшего ребёнка.
Изучал историю и теологию в университетах Цюриха, Йены, Галле и Берлина; в 1836 году получил докторскую степень в Йенском университете. На выбор им профессии историка оказал Иоганн Мюллер. Из немецких университетских преподавателей его особенно привлекали Эвальд и Толук, а также йенский историк Люден.
В 1839 году он получил звание профессора в Базельском университете, где до 1843 года читал лекции по истории литературы. С 1844 по 1851 год он занимал кафедру истории в Берлинском университете и был советником короля Фридриха Вильгельма IV. В 1851 году вернулся в Базель по состоянию здоровья и с 1853 по 1870 год издавал Protestant Monthly Papers for Internal Contemporary History.
По поручению Бундесрата был направлен в Берлин в качестве посредника в связи с Невшательским конфликтом между Швейцарией и Пруссией в 1856–1857 годах. Примерно с 1860 года он считался важнейшим советником великого герцога Фридриха I Баденского; 27 июля 1866 года он назначил его государственным советником (Staatsrat).

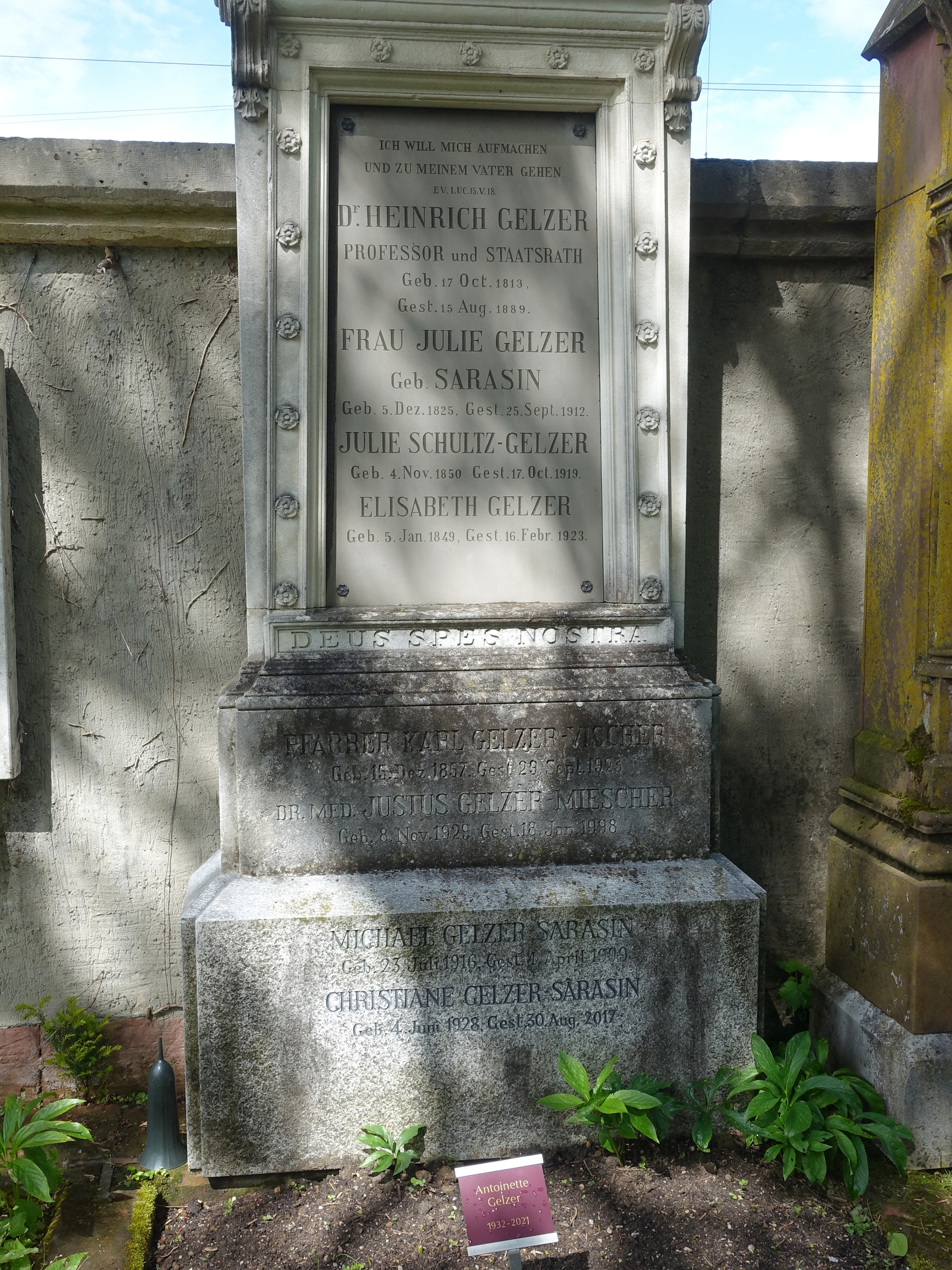
Могила Гельцеров на кладбище Вольфготтезаккер в Базеле

5 апреля 1873 года император Вильгельм I наградил его орденом Короны 2-й степени, а в 1886 году он получил звание почётного доктора Йенского университета.
С 1844 года был женат на Жюли Сарасин (1825—1912). Его сын Генрих — немецкий историк Византии, известный по сочинениям: «Julius Africanus u. die byzantinische Chronographie» (1884) и «Geistliches u. Weltliches aus dem Orient» (1900); внук — теолог Кристоф Зенфт Гельцер.
Умер 15 августа 1889 года в Витвальде (коммуна Эптинген). Похоронен в Базеле на кладбище Вольфготтезаккер.
Его сочинения: «Die Religion im Leben» (1863), «Die neuere deutsche Nationallitteratur».